# اژدرمارهای شنی جهان قدیم
اژدرمارهای شنی جهان قدیم (نام علمی: Eryx) نام یک سرده از زیرخانواده اژدرماریان جهان قدیم است.